# Norton Juxta Twycross
Norton Juxta Twycross – wieś w Anglii, w hrabstwie Leicestershire, w dystrykcie Hinckley and Bosworth, w civil parish Twycross. Leży 11 km od miasta Ashby-de-la-Zouch. W 1931 roku civil parish liczyła 249 mieszkańców. Norton juxta Twycross jest wspomniana w Domesday Book (1086) jako Nortone.
W miejscowości znajduje się ogród zoologiczny Twycross Zoo.